# Тель-Кедеш
Тель-Кеде́ш (также Тель-Када́с) — холм на севере Израиля, в Верхней Галилее, к западу от долины Хулы. Место археологических раскопок. Здесь найдены следы построек и оборонительного сооружения ханаанского, израильского и более поздних периодов. Среди важных находок — разрушенное здание с каменным алтарём для воскурений времён Первого Храма и остатки римского храма Аполлона (117—215).
Предполагается, что в ханаанский и израильский периоды на этом месте находился Кеде́ш, также Кедес — город левитов (1 Пар. 6:61) в наделе колена Нафтали, упоминаемый в Ветхом Завете как один из городов-убежищ (Нав. 20:7), ранее отвоёванный у хананеев Тутмосом III, а затем Иисусом Навином (Нав. 12:22, Нав. 21:32). Город назывался Кеде́ш-ба-Гали́л (ивр. קדש בגליל‎, Кедеш Галилейский; от קדוש‎ «священный») (Нав. 20:7), для отличия от Кедеш-Нафтали (Кедеса Неффалимова, Суд. 4:6).
Кедеш Галилейский существовал и в эпоху Второго храма, а позднее стал эллинистическим городом, подчиненным Тиру.

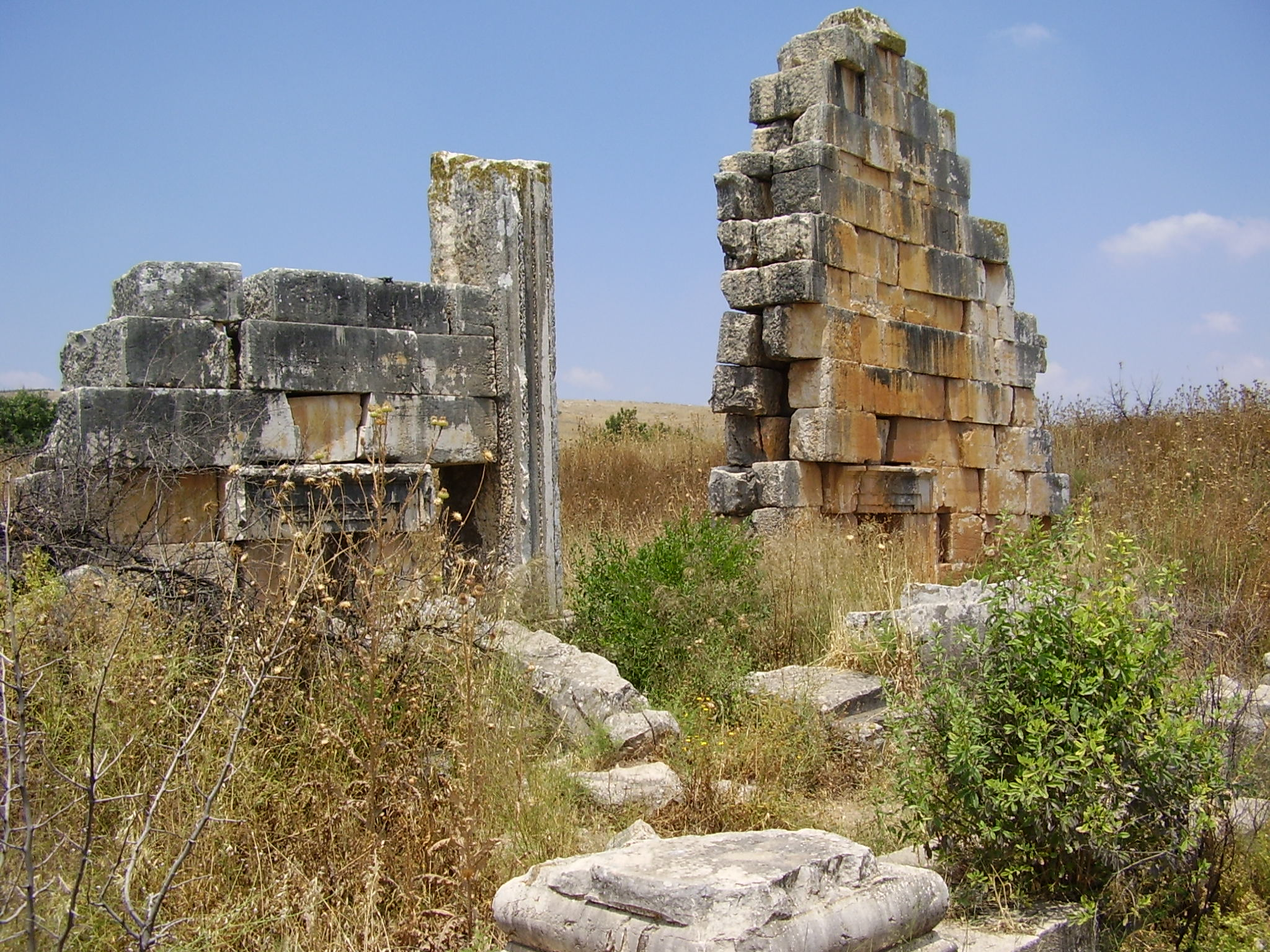
Развалины древнего строения в Тель-Кедеш